# ペーラゴ
ペーラゴ（伊: Pelago）は、イタリア共和国トスカーナ州フィレンツェ県にある、人口約7,900人の基礎自治体（コムーネ）。

## 地理

### 位置・広がり

#### 隣接コムーネ
隣接するコムーネは以下の通り。括弧内のARはアレッツォ県所属を示す。
- モンテミニャーイオ (AR)
- ポンタッシエーヴェ
- プラトヴェッキオ・スティーア (AR)
- レッジェッロ
- リニャーノ・スッラルノ
- ルーフィナ

### 気候分類・地震分類
ペーラゴにおけるイタリアの気候分類 (it) および度日は、zona E, 2238 GGである。
また、イタリアの地震リスク階級 (it) では、zona 2 (sismicità media) に分類される。

## 行政

### 分離集落
ペーラゴには以下の分離集落（フラツィオーネ）がある。
- Bibbiano, Borselli, Campiglioni, Carbonile, Consuma, Diacceto, Ferrano, Fontisterni, Lucignano, Magnale, Massolina, Nipozzano, Pagiano, Palaie, Paterno, Raggioli, Ristonchi, San Francesco-Albereta, Sant'Ellero, Stentatoio